# زعفرانة (القيروان)
زعفرانة هي إحدى قرى ولاية القيروان بالجمهورية التونسية، وهي تتبع إداريا لمعتمدية القيروان الجنوبية.
1. ↑  "المناطق الترابية (العمادات) حسب الولايات والمعتمديات". اطلع عليه بتاريخ 2024-11-30.